# São Miguel do Mato (Vouzela)
São Miguel do Mato é uma freguesia portuguesa do município de Vouzela, com 9,11 km² de área e 808 habitantes (censo de 2021). A sua densidade populacional é 88,7 hab./km².
Situa-se a 10 km da sede concelhia e possui os seguintes aglomerados populacionais: Moçâmedes, Cruzeiro, Adsinjo, Burgetas, Roda, Malurdo, Casal, Lourosa, Outeiro, Vila Pouca, Caria e Vilar. Possuiu os de: Adsinjo, Arrabalde, Burgetas, Caria, Igreja, Moçâmedes, Outeiro de Lourosa, Residencia, Roda, Vila Pouca e Vilar.

## História
Na década de 1940 as minas da Barrosa do Cume e da tiveram grande importância para a freguesia, tendo chamado a esta região trabalhadores provenientes de várias zonas do País. Depois da Segunda Guerra Mundial, a exploração de volfrâmio e do estanho praticamente extinguiu-se, havendo ainda hoje apenas vestígios destas minas.

## Demografia
A população registada nos censos foi:
| Distribuição da População por Grupos Etários | Distribuição da População por Grupos Etários | Distribuição da População por Grupos Etários | Distribuição da População por Grupos Etários | Distribuição da População por Grupos Etários |
| -------------------------------------------- | -------------------------------------------- | -------------------------------------------- | -------------------------------------------- | -------------------------------------------- |
| Ano                                          | 0-14 Anos                                    | 15-24 Anos                                   | 25-64 Anos                                   | > 65 Anos                                    |
| 2001                                         | 182                                          | 163                                          | 546                                          | 237                                          |
| 2011                                         | 112                                          | 100                                          | 467                                          | 245                                          |
| 2021                                         | 68                                           | 75                                           | 396                                          | 269                                          |

## Património cultural

### Festas, feiras e romarias
Nesta freguesia realizam-se diversas festas e romarias:
- Celebram-se festas e romarias em honra de São Sebastião, Nossa Senhora das Dores na Capela de Burgetas;
- O Espírito Santo é celebrado no domingo que se segue ao dia de Pentecostes;
- No domingo seguinte ao dia 13 de junho, festeja-se, na capela de Burgetas, o Santo António
- A festa de Senhor da Agonia tem lugar na ermida de Frádega, no domingo que se segue ao dia 11 de agosto
- Nossa Senhora dos Milagres é celebrada a 15 de agosto na capela de Caria
- Nossa Senhora de Fátima é celebrada no fim de semana a seguir ao dia 15 de Agosto, em Vila Pouca
- No 4.º Domingo de Agosto é altura dos festejos do Sagrado Coração de Maria, de Vilar
- O padroeiro da freguesia, São Miguel Arcanjo, é festejado no domingo imediatamente a seguir ao dia 29 de setembro

### Coletividades
- Sociedade Musical de Moçâmedes
- Associação Social, Cultural e Desportiva de S. Miguel do Mato
- Rancho Folclórico de Vilar de S. Miguel do Mato http://ranchodevilar.blogspot.pt/

### Artesanato e tradições

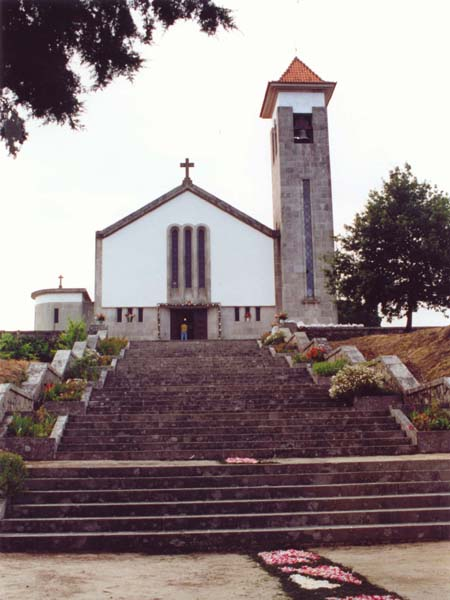
Igreja Paroquial de São Miguel do Mato

Nesta localidade existiram artesãos de cestaria e calçado (tamancos e socas) que, ao falecerem, não deixaram continuadores, embora este calçado tenha caído em desuso. Actualmente há ainda um sapateiro havendo artesãos de ferro forjado.
Nas suas residências as senhoras fazem rendas de vários tipos: malhas, croché, tapeçarias utilizando algodão, ráfia, linho e lã.
As danças e cantares mais características desta freguesia eram visíveis em determinados momentos da vida nomeadamente nas desfolhadas, nas sachas do milho, nos trabalhos do linho e do campo.

## Património histórico
- Igreja Paroquial de São Miguel do Mato
- Sepulturas rupestres de Moçâmedes